# 1. Division 1980-1981
L'edizione 1980-81 della Bundesliga vide la vittoria finale dell'Austria Vienna.
Capocannoniere del torneo fu Gernot Jurtin dello Sturm Graz con 19 reti.

## Classifica finale
|    | Classifica            | G  | V  | N  | P  | GF | GS | Pt |
| -- | --------------------- | -- | -- | -- | -- | -- | -- | -- |
| 1  | Austria Vienna        | 36 | 20 | 6  | 10 | 77 | 46 | 46 |
| 2  | Sturm Graz            | 36 | 17 | 11 | 8  | 58 | 39 | 45 |
| 3  | Rapid Vienna          | 36 | 18 | 7  | 11 | 69 | 43 | 43 |
| 4  | Admira Wacker         | 36 | 17 | 8  | 11 | 56 | 52 | 42 |
| 5  | Grazer AK             | 36 | 13 | 12 | 11 | 52 | 49 | 38 |
| 6  | VOEST Linz            | 36 | 12 | 12 | 12 | 44 | 40 | 36 |
| 7  | Linzer ASK            | 36 | 11 | 12 | 13 | 42 | 51 | 34 |
| 8  | Wiener Sport-Club     | 36 | 12 | 8  | 16 | 46 | 49 | 32 |
| 9  | SV Austria Salisburgo | 36 | 10 | 3  | 23 | 40 | 61 | 23 |
| 10 | SC Eisenstadt         | 36 | 6  | 9  | 21 | 25 | 59 | 21 |

## Verdetti
- Austria Vienna Campione d'Austria 1980-81.
- Sturm Graz e Rapid Vienna ammesse alla Coppa UEFA 1981-1982.
- SC Eisenstadt retrocesso in Erste Liga.